# Hollywood's Bleeding
Albums de Post Malone
Beerbongs & Bentleys
(2018)
Singles
1. Wow
Sortie : 24 décembre 2018
2. Goodbyes
Sortie : 5 juillet 2019
3. Circles
Sortie : 30 août 2019
4. Enemies (en)
Sortie : 17 septembre 2019
5. Allergic (en)
Sortie : 24 septembre 2019
6. Take What You Want
Sortie : 15 octobre 2019

Hollywood's Bleeding est le troisième album studio du rappeur américain Post Malone, sorti le 6 septembre 2019 sous le label Republic Records.

## Historique
Le 5 juin 2018, six semaines après la publication de son deuxième album studio Beerbongs & Bentleys, Post Malone annonce sur ses réseaux sociaux qu'il a commencé à travailler sur son prochain album. Au mois d'octobre, il interprète la chanson Sunflower avec Swae Lee pour la bande originale (en) du film Spider-Man: New Generation. Un mois plus tard, il déclare vouloir publier une nouvelle œuvre musicale avant la fin de l'année.
En juillet 2019, Post Malone révèle avoir fini l'enregistrement de son troisième album studio et le 5 août, lors d'un concert sponsorisé par la marque Bud Light, il confirme que sa sortie est prévue pour le mois de septembre,. Deux semaines plus tard, il donne la date précise de la sortie de l'album et annonce qu'il est nommé Hollywood's Bleeding. Une semaine avant la sortie de l'album, Post Malone poste sur son compte Instagram la liste des artistes présents en featuring sur celui-ci. L'album Hollywood's Bleeding est publié le 6 septembre 2019.

## Promotion

### Singles
Le single Wow est publié le 24 décembre 2018, illustré par une vidéo animée sur le thème de Noël. Aux États-Unis, il atteint la deuxième place du Billboard Hot 100 et la première place des tops Hot R&B/Hip-Hop Songs et Hot Rap Songs. Un remix avec Tyga et Roddy Ricch sort le 15 mars 2019 et fait partie de la bande originale du jeu vidéo NBA 2K20.
Le deuxième single extrait de cet album est Goodbyes, en featuring avec le rappeur Young Thug. Il est publié le 5 juillet 2019 et un clip vidéo est posté sur le web le même jour. Il atteint la troisième place du Billboard Hot 100. Le single suivant, Circles, sort le 30 août.

### Tournée
Le 15 juillet 2019, Live Nation annonce que Post Malone fera la promotion de son troisième album studio avec une tournée nommée Runaway Tour. La partie américaine de cette tournée, avec Swae Lee et Tyla Yaweh (en) en première partie, est prévue du 14 septembre au 11 novembre 2019. Parmi ces dates de concert, trois sont organisées dans le cadre de festivals : le Life Is Beautiful Festival (en) le 22 septembre à Las Vegas, le Voodoo Festival (en) le 27 octobre à La Nouvelle-Orléans et le Posty Fest le 2 novembre à Dallas.

## Accueil

### Accueil critique
L'album Hollywood's Bleeding obtient sur la base de dix critiques le score de 79/100 sur Metacritic, qui attribue une note normalisé sur 100 aux critiques grand public.

### Accueil commercial
Aux États-Unis, Hollywood's Bleeding atteint la première place du Billboard 200 la semaine de sa sortie avec 489 000 équivalents-vente, ce qui en fait le deuxième album le plus vendu en une semaine en 2019. Parmi ces unités, 200 000 sont des ventes pures alors que le téléchargement représente 11 000 unités. L'album est aussi écouté 365.4 millions de fois en streaming, ce qui équivaut à 278 000 ventes. Il s'agit du record du nombre d'écoutes en streaming en une semaine de l'année 2019. Après Beerbongs & Bentleys en 2018, il est le deuxième album de Post Malone qui se classe en tête du top albums américain.
La même semaine, Post Malone devient le sixième artiste à classer quatre titres simultanément dans le top 10 du Billboard Hot 100. Take What You Want entre dans ce classement à la huitième place. Il s'agit du deuxième titre d'Ozzy Osbourne à atteindre le top 10 américain, trente ans après Close My Eyes Forever. Sunflower est dixième, ce qui en fait la chanson étant restée le plus longtemps dans le top 10 du Billboard Hot 100 avec trente-trois semaines, autant que Girls Like You de Maroon 5 featuring Cardi B et Shape of You d'Ed Sheeran. Toutes les chansons de l'album figurent dans ce classement cette semaine-là, entre la troisième et la cinquante-huitième position.
Louis Bell prend la première place du top Hot 100 Songwriters avec vingt chansons classées dans le Billboard Hot 100. Il est aussi premier du Hot 100 Producers avec dix-huit chansons classées. Après Finneas O'Connell et Taylor Swift, il est la troisième personne à être en tête de ces deux classements la même semaine. Post Malone est premier du top artiste et deuxième du Hot 100 Songwriters.
Dans les classements du magazine Rolling Stone de la semaine du 6 au 12 septembre, Hollywood's Bleeding est en tête du top albums et Post Malone occupe la première place du top artistes. Toutes les chansons de l'album se classent dans le Top 100 Songs entre la première et la vingt-troisième place. Neuf d'entre elles sont dans le top dix du classement et Circles est première pour la deuxième semaine consécutive.

## Liste des pistes
| 1.    | Hollywood's Bleeding                                     | - Austin Post - Louis Bell - Brian Lee (en) - Billy Walsh - Carter Lang                                              | - Louis Bell - Brian Lee                                  | 2:36 |
| 2.    | Saint-Tropez (en)                                        | - Austin Post - Adam Feeney - Jahaan Sweet - Nima Jahanbin - Paimon Jahanbin - Louis Bell - Billy Walsh              | - Frank Dukes - Jahaan Sweet - Wallis Lane                | 2:30 |
| 3.    | Enemies (en) (feat. DaBaby)                              | - Austin Post - Jonathan Kirk - Louis Bell - Billy Walsh                                                             | Louis Bell                                                | 3:16 |
| 4.    | Allergic (en)                                            | - Austin Post - Louis Bell - Brian Lee - Billy Walsh                                                                 | - Louis Bell - Brian Lee                                  | 2:36 |
| 5.    | A Thousand Bad Times                                     | - Austin Post - Louis Bell - Adam Feeney - Billy Walsh - Kaan Gunesberk                                              | - Louis Bell - Frank Dukes                                | 3:41 |
| 6.    | Circles                                                  | - Austin Post - Adam Feeney - Billy Walsh - Kaan Gunesberk - Louis Bell                                              | - Post Malone - Frank Dukes - Louis Bell                  | 3:34 |
| 7.    | Die For Me (feat. Future et Halsey)                      | - Austin Post - Nayvadius Wilburn - Ashley Frangipane - Louis Bell - Andrew Watt - Happy Perez - Billy Walsh         | - Louis Bell - Andrew Watt - Happy Perez                  | 4:05 |
| 8.    | On the Road (feat. Meek Mill et Lil Baby)                | - Austin Post - Robert Williams - Dominique Jones - Louis Bell - Nick Mira - Billy Walsh - Tavoris Hollins, Jr. (en) | - Louis Bell - Nick Mira                                  | 3:38 |
| 9.    | Take What You Want (feat. Ozzy Osbourne et Travis Scott) | - Austin Post - John Osbourne - Jacques Webster - Louis Bell - Andrew Watt - Billy Walsh                             | - Louis Bell - Andrew Watt                                | 3:49 |
| 10.   | I'm Gonna Be                                             | - Austin Post - Louis Bell - Billy Walsh                                                                             | Louis Bell                                                | 3:20 |
| 11.   | Staring at the Sun (feat. SZA)                           | - Austin Post - Solána Rowe - Louis Bell - Adam Feeney - Billy Walsh - Matt Tavares                                  | - Post Malone - Louis Bell - Frank Dukes - Matt Tavares   | 2:48 |
| 12.   | Sunflower (feat. Swae Lee)                               | - Austin Post - Khalif Brown - Carl Rosen - Carter Lang - Louis Bell - Billy Walsh                                   | - Carter Lang - Louis Bell                                | 2:38 |
| 13.   | Internet                                                 | - Austin Post - Kanye West - Dacoury Natche (en) - Louis Bell                                                        | - Post Malone - DJ Dahi (en) - BloodPop (en) - Louis Bell | 2:03 |
| 14.   | Goodbyes (feat. Young Thug)                              | - Austin Post - Jeffery Williams - Brian Lee - Louis Bell - Billy Walsh - Val Blavatnik - Jessie Foutz               | - Brian Lee - Louis Bell                                  | 2:56 |
| 15.   | Myself                                                   | - Austin Post - Josh Tillman - Louis Bell - Adam Feeney - Emile Haynie                                               | - Post Malone - Louis Bell - Frank Dukes - Emile Haynie   | 2:38 |
| 16.   | I Know                                                   | - Austin Post - Louis Bell - Billy Walsh                                                                             | - Post Malone - Louis Bell                                | 2:21 |
| 17.   | Wow                                                      | - Austin Post - Louis Bell - Adam Feeney - Billy Walsh                                                               | - Louis Bell - Frank Dukes                                | 2:29 |
| 50:56 |                                                          | |                                                           |      |

## Classements et certifications
| Classement (2019)                                   | Meilleure position |
| --------------------------------------------------- | ------------------ |
| Allemagne (Media Control AG)                        | 7                  |
| Australie (ARIA)                                    | 1                  |
| Autriche (Ö3 Austria Top 40)                        | 5                  |
| Belgique (Flandre Ultratop)                         | 1                  |
| Belgique (Wallonie Ultratop)                        | 12                 |
| Canada (Canadian Albums)                            | 1                  |
| Corée du Sud (Gaon Album Chart)                     | 85                 |
| Danemark (Tracklisten)                              | 1                  |
| Écosse (OCC)                                        | 10                 |
| Espagne (Promusicae)                                | 51                 |
| Estonie (Albumid Tipp-40)                           | 1                  |
| États-Unis (Billboard 200)                          | 1                  |
| États-Unis (Internet Albums)                        | 1                  |
| États-Unis (Top Rap Albums)                         | 1                  |
| États-Unis (Top Album Sales)                        | 1                  |
| États-Unis (Top Current Albums)                     | 1                  |
| États-Unis (Digital Albums)                         | 1                  |
| États-Unis (Top R&B/Hip-Hop Albums)                 | 1                  |
| États-Unis (Rolling Stone Top 200 Albums)           | 1                  |
| Finlande (Suomen virallinen lista)                  | 1                  |
| France (SNEP Megafusion)                            | 11                 |
| France (SNEP Physique)                              | 66                 |
| France (SNEP Téléchargement)                        | 7                  |
| Irlande (IRMA)                                      | 1                  |
| Italie (FIMI)                                       | 3                  |
| Norvège (VG-lista)                                  | 1                  |
| Nouvelle-Zélande (Official New Zealand Music Chart) | 1                  |
| Pays-Bas (Mega Album Top 100)                       | 1                  |
| Pologne (ZPAV)                                      | 18                 |
| Portugal (AFP)                                      | 11                 |
| Tchéquie (IFPI)                                     | 1                  |
| Royaume-Uni (UK Albums Chart)                       | 1                  |
| Royaume-Uni (UK Album Downloads Chart (en))         | 1                  |
| Royaume-Uni (UK Album Sales Chart)                  | 4                  |
| Royaume-Uni (UK Album Streaming Chart)              | 1                  |
| Royaume-Uni (UK Physical Album Sales)               | 14                 |
| Royaume-Uni (R&B Albums)                            | 1                  |
| Suède (Sverigetopplistan)                           | 3                  |
| Suisse (Schweizer Hitparade)                        | 3                  |

| Classement (2019)               | Position |
| ------------------------------- | -------- |
| États-Unis (Billboard 200)      | 9        |
| États-Unis (Current Albums)     | 13       |
| États-Unis (Digital Albums)     | 9        |
| États-Unis (Internet Albums)    | 5        |
| États-Unis (R&B/Hip-Hop Albums) | 5        |
| États-Unis (Rap Albums)         | 4        |

| Région | Certification | Ventes/Streams |
| --- | ------------- | -------------- |
| Australie (ARIA) | 2 × Platine   | 140 000^       |
| Brésil (Pro-Música Brasil) | 3 × Platine   | 120 000        |
| Canada (Music Canada) | 6 × Platine   | 480 000‡       |
| Danemark (IFPI Danmark) | 3 × Platine   | 60 000^        |
| États-Unis (RIAA) | 4 × Platine   | 4 000 000      |
| France (SNEP) | Platine       | 100 000        |
| Italie (FIMI) | Platine       | 50 000         |
| Nouvelle-Zélande (RMNZ) | 2 × Platine   | 30 000^        |
| Royaume-Uni (BPI) | Platine       | 300 000^       |
| Singapour (RIAS) | 2 × Platine   | 20 000         |
| *Ventes selon la certification ^Mise en rayon selon la certification xNon précisé par la certification ‡ventes/streaming selon la certification |               |                |